# Otto Fink (Politiker, 1917)
Otto Fink (* 20. April 1917 in Trinksaifen; † 26. Juni 1981 in Ansbach) war ein deutscher Politiker und Mitglied des Bayerischen Landtags für die SPD von 1960 bis 1966, von 1967 bis 1970 und von 1972 bis 1974.
Nach dem Besuch der Volksschule war Fink als Spinnereifacharbeiter tätig. Im Zweiten Weltkrieg gehörte er dem Kriegsdienst an, wurde dabei verwundet und als Schwerkriegsbeschädigter entlassen. Es folgte eine Umschulung zum technischen und kaufmännischen Angestellten. In diesem Bereich war er bis zur Vertreibung tätig. In seiner neuen Heimat war er ab 1947 für die SPD als hauptamtlicher Sekretär im Unterbezirk Ansbach tätig. 1953 wurde er in den vorläufigen Bezirksbeirat von Mittelfranken berufen, 1954 ging dieser im neuen Bezirkstag auf, in den er auch gewählt wurde. 1956 folgte die Wahl in den Ansbacher Stadtrat. Er gehörte dem Bayerischen Landtag vom 7. Juni 1960 bis zum 27. Oktober 1974 mit mehreren Unterbrechungen an: 1960 rückte er für den verstorbenen Ludwig Eichhorn nach, 1962 wurde er wieder gewählt. 1966 missglückte der Einzug, doch zog er am 13. Februar 1967 für den verstorbenen Walter Fischer ins Parlament ein. Auch bei der Wahl 1970 bekam er nicht ausreichend Stimmen, durch das Ausscheiden von Horst Haase erhielt er zum 7. Dezember 1972 aber erneut einen Sitz im Landtag.